# بوهیمیا اینتراکتیو
بوهیمیا اینتراکتیو (انگلیسی: Bohemia Interactive) شرکت بازی ویدئویی در جمهوری چک است، که در سال ۱۹۹۹ تأسیس شد.